# Take it or leave it (Spiel)
Take it or leave it ist eine Mischung aus Würfel- und Kartenspiel.

## Spielbeschreibung
Zwanzig Würfel werden in einem Würfelteller ausgewürfelt. Die Spieler müssen nun reihum einen Würfel an sich nehmen, um ihre Aufträge aus den Auftragskarten zu erfüllen. Aktionskarten können die ausliegenden Würfel jedoch beeinflussen.

## Spielmaterial
- 20 Würfel (9 weiße, 9 schwarze, 2 rote)
- 76 Auftragskarten
- 34 Aktionskarten
- 30 Chips
- 1 Würfelteller

## Weitere Informationen
Dieses Spiel gehört zu jenen seltenen Fällen, in denen der Prototyp vom Schmidt Spiele Verlag nahezu unverändert in die finale Version übernommen wurde. Selbst der Titel stammt noch aus der Feder der Autoren.
Das Spiel wurde 2012 in den USA unter dem gleichen Titel im Gamewright Verlag publiziert.

## Auszeichnungen
Die amerikanische Version des Spiels erhielt noch im Jahr ihrer Publikation die Auszeichnungen
- Parents’ Choice Silver Honor
- National Parenting Center Seal of Approval
- Games Magazine Top 100 Game
- Major Fun Award
- Tillywig Brain Child Award